# Felicidad para principiantes
Felicidad para principiantes (título original en inglés: Happiness for Beginners) es una película estadounidense de comedia romántica de 2023 protagonizada por Ellie Kemper y Luke Grimes, una adaptación de la novela Katherine Center de 2015 del mismo nombre. La novela fue adaptada y dirigida por Vicky Wight.
Después de divorciarse, Helen (Kemper) reserva un curso de supervivencia en el Sendero de los Apalaches donde conoce a Jake (Grimes), un amigo de su hermano menor.
La película se estrenó el 27 de julio de 2023 a través de Netflix.

## Reparto
- Ellie Kemper como Helen
- Luke Grimes como Jake
- Nico Santos como Hugh
- Blythe Danner como Gigi
- Ben Cook como Beckett
- Shayvawn Webster como Windy
- Esteban Benito como Mason
- Gus Birney como Kaylee
- Julia Shiplett como Sue
- Alexander Koch como Duncan

## Producción
La película está dirigida por Vicky Wight a partir de la novela Katherine Center de 2015, y el proyecto se anunció en octubre de 2021. Wight tiene un crédito de coautoría con Center en el proyecto y anteriormente dirigió una adaptación de otra novela de Center, The Lost Husband (2020). Center tiene un crédito de productor ejecutivo en la película, junto con Jeff Sackman y Larry Greenberg, mientras que Wight también produce, con Geoff Linville y Berry Meyerowitz.
Kemper dijo que se sintió atraída por el papel debido a los matices del personaje de Helen. Ella le dijo a Entertainment Weekly, “Helen es una gruñona. Sentí que sería divertido interpretarla porque es muy diferente de las mujeres optimistas, divertidas y de ojos brillantes que he interpretado en el pasado".

## Estreno
Felicidad para principiantes se estrenó en Netflix el 27 de julio de 2023.